# Koń nowokirgiski
Koń nowokirgiski – rasa koni.
- Grupa: konie gorącokrwiste.
- Rejon hodowli: Kirgistan.
- Wysokość w kłębie: 1,41 - 1,54m.

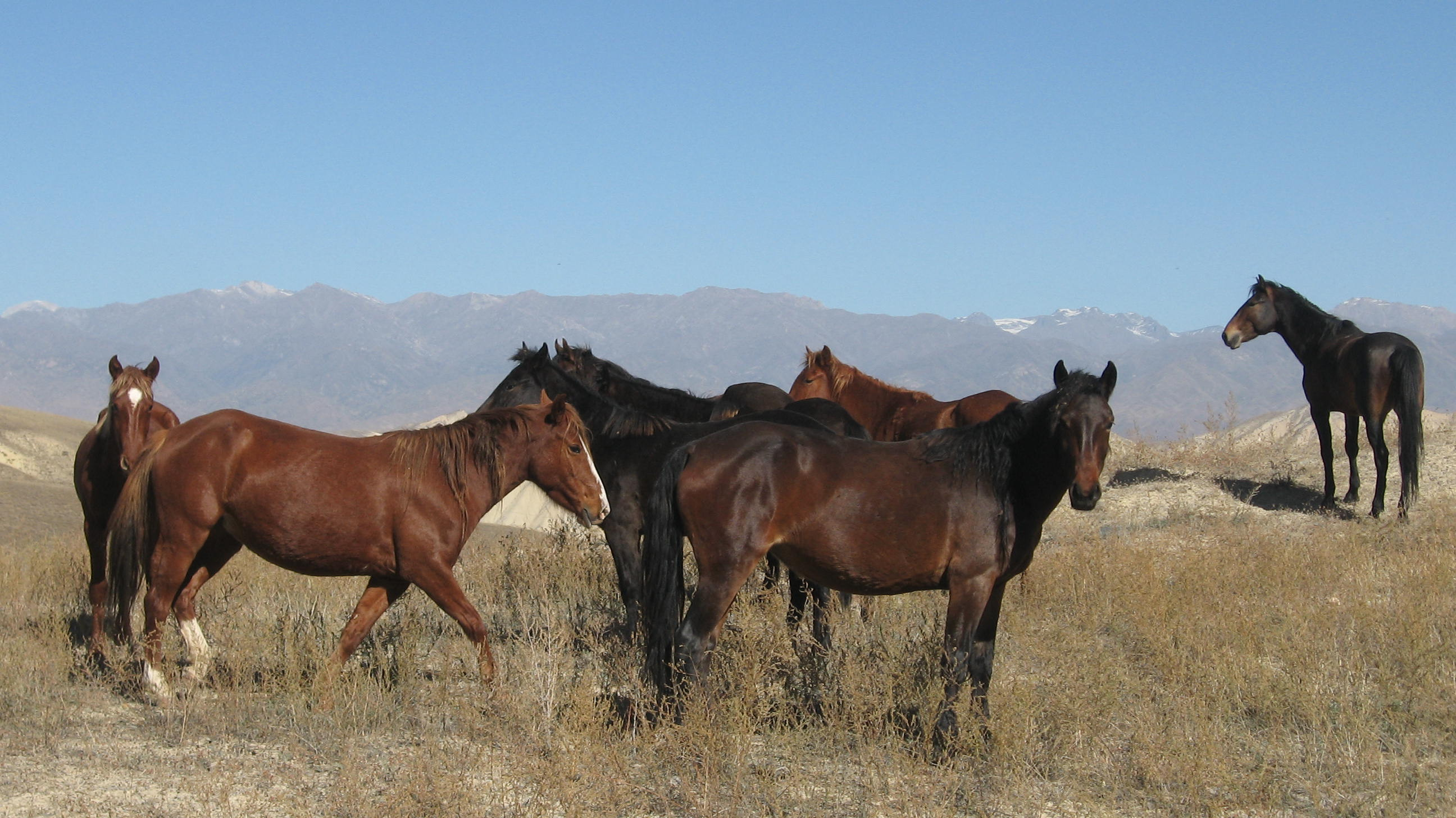
Konie nowokirgiskie

- Użytkowość: konie wierzchowe, pociągowe, juczne.
- Charakter: spokojny, posłuszny, chętny do współpracy, bardzo wytrzymały.
- Pokrój: umaszczenie gniade, kasztanowate, siwe. Mała, elegancka i dobrze uformowana głowa; długa i muskularna szyja. Strome łopatki; lekko spadzisty zad. Krótkie kończyny o mocnym kośćcu; mocne, dobrze ukształtowane kopyta. Ogon wysoko osadzony.
- Zastosowanie: dobrze czują się w terenie górzystym, doskonale się sprawdzają zarówno jako konie wierzchowe, jak i konie zaprzęgowe oraz juczne. Z łatwością pokonują strome zbocza. Zachowały najlepsze ze swoich pierwotnych cech: mocne kopyta, siłę, wytrzymałość i dobry charakter. Klacze nowokirgizów dają smaczne mleko.